# Från Värmland till Mexiko
Från Värmland till Mexico är en skiva från 1990 av det svenska dansbandet Stefan Borsch orkester. Albumet, som gavs ut både som LP/kassett och CD, blev guldskiva (över 50.000 sålda skivor).

## Låtlista
1. Ner mot havet (D.Deutscher)
2. Djupt in i Värmlandsskogen (Deep in the Heart of Texas) (D.Swander/S.Borsch)
3. Bröllopsdagen (J.Thunqvist)
4. Tusen bitar (Tusind stykker) (A.Linnet/Sv.text: B.Afzelius)
5. En annan tid, en annan plats (M.Klaman/K.Almgren)
6. En röd blomma till en blond flicka (Red Roses for a Blue Lady) (Sid Tepper/Roy Brodsky/Sv.Text: Ninita)
7. I Främmande länder (instrumental) (John Withney/Alex Cramer)
8. California Blue (J.Lynne/T.Petty/R.Orbison Sv.text: U.Söderberg)
9. Inbjudan till Bohuslän (Evert Taube)
10. En torkad ros (J.Thunqvist)
11. Kärleken förändrar allt (Love Changs Everything) (Andrew Lloyd-Webber/Don Black/Charles Hart Sv.text: T.Rangström)
12. Blomsterflickan (instrumental) (L.Clerwall)
13. Det finaste vi har (H.Rytterström)
14. Det var i Mexico (Summer Sonne Cabrio) (B.Dietrich/G.Grabowski/E.Simmons/E.Niehaus/Sv.text: P.Hermansson)
15. Sven-Ingvars-potpurri
  1. Min gitarr (Trad.text: Thore Skogman)
  2. Kristina från Vilhelmina (R.Wallebom)
  3. Säg inte nej, säg kanske (I.Hellberg)
  4. Vid din sida (I.Hellberg)
  5. Börja om från början (R.Wallebom)